# Necessary Evil (Deborah Harry)
Necessary Evil è il quinto album solista di Debbie Harry, pubblicato nel 2007 per la Eleven Seven Records. Si è piazzato al n. 37 della classifica indie. Dall'album sono estratti i singoli Two Times Blue, il cui video è stato girato da Rob Roth, e If I Had You.

## Il disco
A 14 anni dall'album del 1993 Debravation, Debbie Harry pubblicò questo cd coadiuvato da Barb Morrison. Il primo singolo estratto, Two Times Blue, è accompagnato da un video di Rob Roth. Di questo album The Edge degli U2 disse che era uno dei migliori dischi del 2007. L'album è un mix di pop, rock, etno e jazz, generi che si fondono nel cross-over tipico di Debbie Harry.

## Tracce
1. Two Times Blue (Debbie Harry, Barbara Jean Morrison, Charles W. Nieland)
2. School for Scandal (Harry, Morrison, Nieland)
3. If I Had You (Morrison, Nieland)
4. Deep End (Harry, Morrison, Nieland)
5. Love with a Vengeance (Harry, Morrison, Nieland)
6. Necessary Evil (Harry, Morrison, Nieland)
7. Charm Redux (Harry, Morrison, Nieland)
8. You're Too Hot (Harry, Morrison, Nieland)
9. Dirty and Deep (Harry, Morrison, Nieland, Sean Travis Dempsey)
10. What Is Love (Harry, Morrison, Nieland)
11. Whiteout (Harry, Morrison, Nieland)
12. Needless to Say (Harry, Morrison, Nieland)
13. Heat of the Moment (Harry, Morrison, Nieland)
14. Charm Alarm (Harry, Morrison, Nieland, Guy Furrow)

## Ospiti
- Barb Morrison
- Charles Nieland

## Classifica
Album
| Anno | Classifica  | Posizione raggiunta |
| ---- | ----------- | ------------------- |
| 2007 | Regno Unito | 86                  |